# Ристо Стефановски
Ристо Стефановски (Скопље, 5. децембар 1928 — Скопље, 22. март 2022) био је македонски позоришни стручњак и глумац.

## Биографија
Ристо Стефановски је рођен 5. децембра 1928. године у Скопљу. Школовао се у Државној позоришној школи у родном граду, а потом је студирао глуму на Позоришној академији у Београду. У периоду од 1951. до 1960. године радио је као глумац у Народном позоришту у Скопљу, а од 1957. до 1983. године руководио је Позориштем лутака, које је касније прерасло у Драмско позориште. У међувремену је завршио студије на Факултету драмских уметности у Београду, на одсеку за организацију. Од 1983. до пензионисања 1988. године био је извршни директор Македонског народног позоришта.
Био је део жирија Стеријиног позорја у Новом Саду (1988/89) и Малих и експерименталних сцена у Сарајеву (МЕСС, 1990). Поред тога, био је председник Међународног позоришног института у Македонији (1994-1996) и Савета МТФ „Војдан Чернодрински” (1995/96).
Ристо Стефановски је изненада преминуо 22. марта 2022. године у Скопљу.

## Стваралаштво
Написао је неколико књига и текстова о позоришној уметности. Аутор је књига: „Театар у Македонији” (1976), „Позориште у Македонији од античког периода до 1944” (1990), „Од Хераклеје до Народног позоришта у Битољу” (1994), „Позориште у Македонији - од партизана до омладине и деце“ (1998); историографска дела „Театар у Македонији (1963—1967)” (2006) и „Успон позоришта (1968—1971)” (2006); и појављује се као коаутор бројних радова из области позоришне делатности, међу којима су „30 година Драмског позоришта” и „Анали МНП 1945-1995”.

## Награде
Добитник је бројних награда и признања, укључујући награду „13. новембар“, награду „11. октобар“, Стеријину награду за животно дело, награду за животно дело „Војдан Чернодрински“ и награду „Св. Климент Охридски.

## Изјаве о делу Риста Стефановског
Према речима драмског писца Јордана Плевнеша, Ристо Стефановски је личност којој је позориште животно занимање и сматра га једним од најнеуморнијих трагача кроз историју позоришне уметности у земљи, који је систематским истраживањем писао хронолошке радове о позоришту. који се протежу од античког, римског, византијског, османског времена и почетака народне драме, па све до савремених тенденција македонског позоришта.

Позоришни редитељ Владо Цветановски је о својој позоришној временској линији забележио:
| „ | Ристо Стефановски пролази кроз тачке историје македонског театра, не покушавајући да нам пренесе неизрециви осећај према одређеном сценском догађају, већ пажљиво описује конкретне околности које су довеле до одређеног сценског резултата. Кроз податке, чињенице, кроз друштвена превирања, кроз драматичне тренутке ухваћене на фотографијама, кроз реакције званичних рецензената, цензора у партијским ћелијама, кроз проверу догађаја кроз број гледалаца... Ми као читаоци ове хронологије, остају машта, моћ претпоставке, ако желимо да сазнамо какву је емоционалну енергију произвео одређени позоришни догађај код гледаоца... | ” |

## Филмографија
- „ Вучја ноћ “, р. Франц Штиглиц, 1955;
- " Госпођица Стоун ", рођ. Жика Митровић, 1958;
- „ Виза на злото “, р. Франц Штиглиц, 1959;
- " Македонска крвава свадба ", р. Трајче Попов, 1967;
- „ Планина гнева “, д. Љубиша Георгиевски, 1968;
- „Повратак из раја“, д. Димитрије Османли, 1969;
- „ Република у пламену “, р. Љубиша Георгиевски и Горан Бошковски, 1969;
- " Истрел ", рођ. Бранко Гапо, 1972;
- „Догађај можда последњи“, р. Вељо Личеноски, 1972;
- Платилац — „недеља“, р. Димитар Христов и Душко Наумоски, 1973;
- „Људи и птице“, р. Димитрие Османли, 1973;
- „ Најдужи пут “, р. Бранко Гапо, 1976;
- „ Устани, Делфина “, д. Александар Ђурчинов, 1977;

### ТВ серије
- „Залез зад езерската земја“, 1973;
- „Итар Пејо“, рођ. Коле Ангеловски, 1977;
- Отац — „ Најдужи пут “, 1977;
- " Илинден ", 1982.
- „Македонија може“, Коле Ангеловски, 1991;